# Steinway & Sons

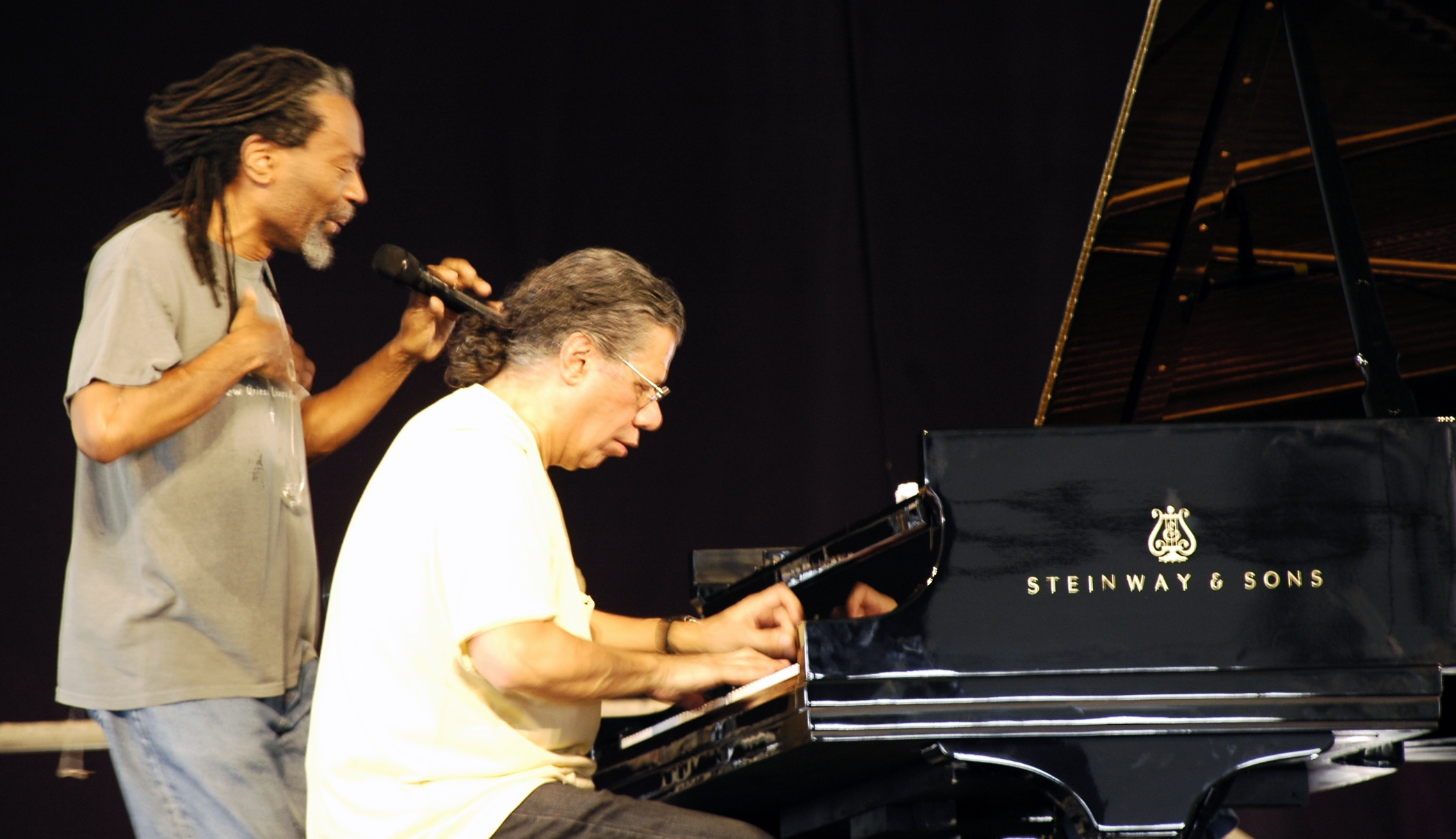
Chick Corea hrající na klavír Steinway & Sons (vedle něj stojí Bobby McFerrin)

Steinway & Sons, nebo zkráceně Steinway; je americko-německý výrobce klavírů. Firmu založil v roce 1853 na Manhattanu německý imigrant Heinrich Engelhard Steinweg. V současné době firma sídlí na dvou místech: V New Yorku a v Hamburku v Německu. Na piano této značky nahrál John Cale své album Fragments of a Rainy Season.